# 小薗江愛理
小薗江 愛理（おそのえ えり、1994年1月19日 - ）は、日本の女優、声優。

## 出演

### テレビドラマ
- 土曜ワイド劇場25周年記念 松本清張没後10年企画 疑惑（2003年、テレビ朝日）白河永子 役
- 世にも奇妙な物語 秋の特別編「影が重なる時」（2003年、フジテレビ）
- 監察医・篠宮葉月 死体は語る4（2004年、テレビ東京）
- 月曜ドラマシリーズ ハチロー〜母の詩、父の詩〜 第6話（2005年、NHK総合）良子 役
- セクシーボイスアンドロボ（2007年、日本テレビ）林二湖（ニコ）のクラスメート 役
- 受験の神様（2007年、日本テレビ）手塚恵美 役
- 愛の劇場 三代目のヨメ!（2008年、TBS）河野ミカリ 役
- 斉藤さん 第8回（2008年、日本テレビ）佐原先生の元教え子 役
- 女たちの中国（2008年、日本テレビ）
- ケータイ親子の道しるべ（2009年、NHK教育）
- 世直しバラエティー カンゴロンゴ 第11回「パラサイトミドルが会社をつぶす?」（2008年、NHK総合）山井サヤカ 役

### ラジオドラマ
- 三ツ矢サイダーショートストーリー 「キミの笑顔」（2005年8月、TOKYO FM）夢子 役
- 三ツ矢サイダーショートストーリー「キミの笑顔」（2006年4月）有希の友人 役
- FMシアター 夕凪の街 桜の国（2006年、NHK-FM）子供 役
- 三ツ矢サイダーショートストーリー「キミの笑顔」（2006年9月）凪 役
- FMシアター 私は、先生（2008年、NHK-FM）
- FMシアター 心にナイフをしのばせて（2010年、NHK-FM）山田智子の娘 役
- FMシアター 骨を抱えて（2010年、NHK-FM）竹田真由 役

### 映画
- チェーン 連鎖呪殺（2006年）

### 劇場版アニメ
- ふるさと-JAPAN（2007年）田島弥生（ヤヨイ） 役

### 吹き替え

#### 映画
- チャーリーとチョコレート工場
- ポーラー・エクスプレス
- ナニー・マクフィーの魔法のステッキ
- アイス・プリンセス
- 幸せへのキセキ（2012年）リリー・ミスカ 役

#### 海外ドラマ
- ドクター・フー日本語版 17話（2006年、NHK-BS2）

### CM
- マツダ、デミオ 私は速かった篇（2003年）
- ベネッセ、進研ゼミ小学講座（2004年）

### スチル
- 光村図書出版、小学校生活科教科書 17年度版小1・2年生（2002年撮影）